# Генріх Оберштейнер
Генріх Оберштейнер (нім. Heinrich Obersteiner; 13 листопада 1847, Відень, Австрійська імперія — 19 листопада 1922) — австрійський невролог, професор медицини.

## Біографія
Народився у родині єврейського походження. Був сином і онуком віденських лікарів. Навчався у Віденському  університеті, слухав лекції Йозефа Гіртля, Карла Рокітанські, Йозефа Шкоди, Теодора Мейнерта.
Вже будучи студентом, займався науковою роботою в лабораторії Ернста Вільгельма фон Брюке (1819—1892). До отримання докторського ступеня опублікував свою першу роботу в галузі неврології про тонку структуру кори мозочка.
У 1870 році отримав докторський ступінь у Віденському університеті.
У 1873 році в університеті Відня пройшов процес габілітації в області патології та анатомії нервової системи, ставши доцентом в 1880 році, а у 1898 році — «повним професором» у галузі душевних і неврологічних захворювань. Генріх Оберштейнер був власником і директором приватної психіатричної клініки у Відні.
У 1882 році заснував всесвітньо відомий інститут анатомії і фізіології центральної нервової системи у Відні — Österreichisches Interakademisches Zentralinstitut für Hirnforschung. З 1885 року — член Німецької академії натуралістів «Леопольдина».
Г. Оберштейнер опублікував численні дослідження з фізіології і патології центральної нервової системи. Склав посібник із вивчення будови головного і спинного мозку. Він керував анатомо-фізіологічною лабораторією, де, разом з місцевими і приїжджими лікарями, постійно проводилися ґрунтовні експериментальні і патологоанатомічні дослідження. Генріх Оберштейнер поглиблено вивчав гіпноз.
У 1909 році — засновник і співробітник редакції журналу «Епілепсія» Міжнародної ліги боротьби з епілепсією.

## Пам'ять
- Ім'ям Генріха Оберштейнера названа вулиця у віденському районі Деблінг — Obersteinergasse.
- На честь професора і його колеги Еміля Редліха (1866—1930) названа Зона Редліха-Оберштейнера — місце входження заднього корінця у спинний мозок.

## Вибрані праці
- Anleitung beim Studium des baues der nervösen Centralorgane im gesunden und kranken Zustande . Leipzig and Vienna, 1888
- Die Lehre vom Hypnotismus. Leipzig and Vienna, 1893
- Die Krankheiten des Rückenmarks (у співавт.)
- Handbuch der praktischen Medizin, in Verbindung mit Zahlreichen Gelehrten. Stuttgart, 1906.
- Makroskopische Untersuchung des Zentralnervensystems, Berlin and Vienna, 1924.

Автор першого німецькомовного видання про епілепсію.